# Capillimicrobiaceae
Capillimicrobiaceae es una familia de bacterias grampositivas del orden Solirubrobacterales. Actualmente contiene un solo género (Capillimicrobium) y una sola especie: Capillimicrobium parvum. descrito en el año 2022. Su etimología hace referencia a bacteria peluda. El nombre de la especie hace referencia a pequeña. Es aerobia e inmóvil. Tiene un tamaño de 0,4-0,7 μm de ancho por 0,7-1,2 μm de largo. Catalasa y oxidasa positivas. Forma colonias redondas, blancas y elevadas con márgenes enteros. Temperatura de crecimiento entre 10-40 °C, óptima de 24-36 °C. Tiene un contenido de G+C de 72,8%. Se ha aislado del suelo de pastos en Alemania. 